# Édouard Kohn
Pour les articles homonymes, voir Kohn.
Édouard Kohn, né à Neu Wallisdorf (Bohême) le 1er janvier 1825 et décédé à Paris le 11 avril 1895, est un financier international et philanthrope, cofondateur de la banque Kohn-Reinach et Cie avec son beau-frère Jacques de Reinach. 